# Loge-Fougereuse

Loge-Fougereuse este o comună în departamentul Vendée, Franța. În 2009 avea o populație de 357 de locuitori.